# Andrew Higginson
Andrew Higginson, född 13 december 1977 i Cheshire, England, är en professionell snookerspelare.

## Karriär
Higginson är mest känd för att, som en totalt okänd spelare, ha gått hela vägen till final i rankingturneringen Welsh Open 2007. I finalen låg han först under med 2-6 mot Neil Robertson, vände till 8-6, men förlorade till slut de tre sista framen och matchen med 8-9. På väg till finalen hade Higginson slagit bland andra John Higgins, Stephen Maguire och Ali Carter. I matchen mot Carter gjorde Higginson sitt livs första maximumbreak.
Higginson har därefter inte lyckats upprepa succén på snookertouren, men har gjort mer och mer stabila resultat, och tog sig in på topp-32 på världsrankingen inför säsongen 2010/11. Hösten 2011 vann han sin första professionella titel, i och med segern i den mindre rankingturneringen Players Tour Championship 5.

## Titlar

### Mindre Rankingtitlar
- Players Tour Championship 5 - 2011